# Dubravko Škiljan
Dubravko Škiljan (ur. 31 października 1949 w Zagrzebiu, zm. 21 lipca 2007 tamże) – chorwacki językoznawca i autor licznych prac naukowych. Specjalizował się w filologii klasycznej i semiotyce.

## Życie
Szkołę podstawową i gimnazjum klasyczne ukończył w Zagrzebiu. Naukę kontynuował na Wydziale Filozoficznym Uniwersytetu Zagrzebskiego, gdzie w 1972 roku ukończył studia z zakresu językoznawstwa i filologii klasycznej, w 1974 roku obronił pracę magisterską z dziedziny archeologii (o tytule: „Język grecki pomników późnoantycznej Salony”), a w 1976 roku pracę doktorską (tytuł: „Lingwistyka i dialektyka”) z dziedziny językoznawstwa.
Od 1972 roku pracował jako nauczyciel języka łacińskiego i greckiego w szkole podstawowej, od 1974 roku w gimnazjum klasycznym w Zagrzebiu. Od roku 1977 był na stałe zatrudniony, najpierw jako asystent, a następnie (od 1977) jako docent, profesor nadzwyczajny (od 1981) i profesor zwyczajny (od 1986, ponownie wybrany 1992) na Wydziale Filozoficznym Uniwersytetu Zagrzebskiego. W tym okresie kierował Katedrą Językoznawstwa Ogólnego i, po ich utworzeniu, Katedrą Lingwistyki Stosowanej i Katedrą Semiotyki. Pełnił równocześnie funkcję kierownika instytutu i prodziekana ds. nauczania.
Od 1996 do 2003 roku był profesorem zwyczajnym językoznawstwa i semiotyki na Institutum Studiorum Humanitatis, na Wydziale Podyplomowych Studiów Humanistycznych w Lublanie, gdzie w 1998 roku napisał pracę doktorską „Lingwistyka mowy i teoria komunikacji społecznej” i pełnił rolę koordynatora studiów. Następnie powrócił na stanowisko profesora zwyczajnego na Wydziale Filozoficznym Uniwersytetu Zagrzebskiego.
Począwszy od 1972 roku opublikował około 250 prac z dziedziny językoznawstwa ogólnego, lingwistyki teoretycznej, historii językoznawstwa, semiotyki, lingwistyki stosowanej i filologii klasycznej (z tego 36 w postaci książek lub odrębnych monografii). Uczestniczył w wielu naukowych i specjalistycznych konferencjach w kraju i za granicą. Kierował kilkoma projektami naukowymi w Chorwacji i Słowenii. Oprócz regularnej pracy dydaktycznej na macierzystej uczelni, wygłaszał wykłady w Pradze (CEU), Paryżu (Uniwersytet Paryski), Trieście (Scuola superiore per traduttori e interpreti), Sarajewie, Nowym Sadzie. Był promotorem wielu doktorantów i magistrantów w Zagrzebiu i Lublanie.
W 2006 roku za swoją książkę Mappa mundi otrzymał nagrodę Kiklop.
Po długiej i ciężkiej chorobie zmarł w Zagrzebiu 21 lipca 2007 roku.